# Efekt prvního průchodu
Efekt prvního průchodu (též metabolismus prvního průchodu nebo předsystémový metabolismus) je jev v metabolismu léčiv, kde je koncentrace léčiva podstatně snížena dříve, než léčivo vstoupí do systémového oběhu. Je to část látky, která se metabolizuje během procesu vstřebávání, který je spjat s játry a střevní stěnou. Mezi typické látky, u kterých je efekt prvního průchodu významný, patří například imipramin, propranolol a lidokain.
Požité léčivo je absorbováno v trávicím systému a vstupuje do jaterního portálního systému. Než se dostane do zbytku těla, putuje portální žilou do jater. Játra mnoho látek metabolizují, někdy až tak, že se z jater do systémového oběhu dostane pouze malé množství takové látky. Tento první průchod játry výrazně snižuje biodostupnost léčiva. Alternativní cesty podání, například formou čípku, nitrožilní či nitrosvalové injekce, inhalačního aerosolu nebo podání pod jazyk efektu prvního průchodu zabrání, protože umožňují, aby se léčivo dostalo přímo do systémové cirkulace.
Mezi čtyři primární systémy, které ovlivňují efekt prvního průchodu, jsou enzymy trávicího lumina, enzymy střevní stěny, bakteriální enzymy a jaterní enzymy.
Při návrhu léčiv by vhodní kandidáti měli mít dobrou léčivost, ovšem neměli by podléhat efektu prvního průchodu, protože je biochemicky selektivní.
Efekt prvního průchodu je podstatně snížen ve stáří, tzn. že se zvětšuje biologická dostupnost léku a proto je doporučeno zahajovat ⅓– ½ dávkou léčiva oproti mladším pacientům.